# لاري بلاكني
لاري بلاكني (بالإنجليزية: Larry Blakeney)‏ هو لاعب كرة قاعدة أمريكي، ولد في 21 سبتمبر 1947 في برمنغهام في الولايات المتحدة.

## وصلات خارجية
- لاري بلاكني على موقع قاعة ألاباما للمشاهير الرياضية (مؤرشف) (الإنجليزية)